# Kowalówka (Kowala)
Kowalówka – część wsi Kowala w Polsce, położona w województwie świętokrzyskim, w powiecie pińczowskim, w gminie Pińczów.
W latach 1975–1998 Kowaló9wka administracyjnie należała do województwa kieleckiego.